# Yoshida en la Tōkaidō
Yoshida en la Tōkaidō (東海道吉田	 Tōkaidō Yoshida?) es una estampa japonesa de estilo ukiyo-e obra de Katsushika Hokusai. Fue producida entre 1830 y 1832 como parte de la célebre serie Treinta y seis vistas del monte Fuji, a finales del período Edo. La imagen retrata una casa de té con vistas al monte Fuji, y en contraste con muchas estampas de la serie, donde el protagonista es la montaña, esta se centra en el entorno humano.

## Escenario
La escena se desarrolla en el Fujimi chaya, que significa literalmente «casa de té con vistas al monte Fuji», como se puede leer en el panel horizontal del centro. La ruta Tōkaidō era la vía principal que conectaba Edo —la actual Tokio— con Kioto, y transcurría por la costa. El recorrido, conocido por sus paisajes, contaba con cincuenta y tres estaciones donde los viajeros podían conseguir comida y alojamiento. Yoshida, que en la actualidad es la ciudad de Toyohashi, fue la 35.ª parada de este camino. La estampa muestra una casa de té que daba servicio y entretenimiento a los transeúntes en Yoshida. Esta presenta una construcción tradicional en madera y bambú, con marcos shoji en paredes y ventanas. Dentro, una geisha entretiene a los viajeros con música, baile y charlando.

## Descripción
Esta impresión es la única de la serie que muestra el interior de un edificio, donde los viajeros se agrupan en un vestíbulo y una plataforma elevada de la habitación. Dos mujeres se sientan en la zona alta, una observa el monte Fuji mientras la otra parece que está ordenando las tazas de té para la camarera, que de pie frente a ellas también se para a mirar la montaña con su bandeja de servir en la mano. Las tres forman una composición triangular, que hace eco de la forma del Fuji. Con el gesto de señal podría estar indicando a los huéspedes que contemplen el paisaje por la ventana mientras toma el té. El palanquín en la entrada a la izquierda, junto a su portador, pudo haber sido utilizado por una de las mujeres de la escena. Un anciano frente a este repara una sandalia de paja al golpear el material para ablandarlo. Dos hombres a la derecha, tras la larga caminata, descansan sentados cerca de la entrada y fuman tabaco. La imagen es similar a la impresión de la misma serie, El salón Sazai en el templo de los quinientos rakan, donde los personajes en una terraza se agolpan en torno al monte. Aunque de tema similar, esta composición es más animada y muestra las diferentes interacciones de las personas con la montaña.